# The Flat Earth
The Flat Earth ist ein 1984 erschienenes Musikalbum von Thomas Dolby, viele Kritiker und Fans bezeichnen es als sein bestes – oft wird es sogar als das beste Synthie-Pop-Album überhaupt bezeichnet.
Das Image des "Funky Mad Scientist", das Thomas Dolby in seinem ersten Solo-Album The Golden Age Of Wireless aufbaute, wird in seinem zweiten Album The Flat Earth nahezu vollständig demontiert. Ein gereifter, nachdenklicher Dolby, präsentiert sich als Natursucher, Esoteriker und Öko-Warner. Seine Synthesizer sind nicht mehr die „piependen Maschinen“ des Pop-Professors, sondern dienen nun dazu, komplexe Klang-Gemälde zu erschaffen. Lediglich Hyperactive, der kommerziellste Track am Ende, schlägt eine Brücke zurück zum bisherigen Image. The Flat Earth zeigt aber insgesamt, dass Dolby sich weiterentwickelt hat und musikalisch neue Wege gehen will.

## Enthaltene Stücke
1. Dissidents (4:56)
2. The Flat Earth (6:40)
3. Screen Kiss (5:33)
4. White City (5:19)
5. Mulu The Rain Forest (5:00)
6. I Scare Myself (5:40)
7. Hyperactive (4:14)

Alle Songs wurden von Thomas Dolby geschrieben und produziert, einzige Ausnahme ist der Track I Scare Myself, der im Original vom Country-Sänger Dan Hicks stammt.

### Ausgekoppelte Singles
- 1984: Hyperactive
- 1984: I Scare Myself
- 1984: Dissidents

## Erwähnenswertes
- In der Originalversion von Dan Hicks ist der Song I Scare Myself eine Country-Ballade, Dolby verwandelt ihn in eine Cool-Jazz-Nummer.
- Im Video zu Hyperactive ist Thomas Dolby als weißer Rapper zu sehen.
- Der offizielle Fanclub von Thomas Dolby ist die Flat Earth Society, deren Name sich von diesem Album ableitet. Neue Mitglieder müssen auf der Anmeldung versichern, dass sie daran glauben, die Erde sei eine Scheibe.
- Zum 40. Jubiläum erschien Ende September 2024 eine um 17 Tracks erweiterte Jubiläumsedition des Albums auf 180 Gramm schwerem audiophilem und farbigem Vinyl, limitiert auf 750 nummerierte Exemplare. Die zusätzlichen Tracks bestehen aus Demos, alternativen Versionen, Liveaufnahmen, Remixes und einem bisher unveröffentlichten Song mit dem Titel Puppet Theatre.[1][2]